# Eben Etzebeth
Eben Etzebeth (Ciudad del Cabo, 29 de octubre de 1991) es un jugador sudafricano de rugby que se desempeña como segunda línea para los Sharks de Durban del euroafricano United Rugby Championship, y para los Springboks internacionalmente. Etzebeth es el sudafricano que más veces ha representado a su selección y ha sido nominado a Mejor Jugador del Mundo en tres ocasiones, en 2013, 2023 y 2024.

## Carrera
Etzebeth fue considerado desde temprana edad una gran promesa del rugby sudafricano desde que jugaba para Tygerberg High School en Ciudad del Cabo, de ahí pasó a formar parte del equipo juvenil de Western Province en 2009. En 2011 su carrera dio otro salto al firmar por los Ikey Tigers, equipo de la universidad de Ciudad del Cabo que está dentro de la estructura de cantera de los Stormers, equipo con el que ganó el título universitario, sin embargo una lesión cortó su progreso en el segundo semestre del año y no pudo jugar en la Currie Cup de 2011. 
Su lesión no le impidió ser llamado a formar parte de los Stormers para la temporada 2012 en el Super Rugby, donde debutó el 25 de febrero de 2012 contra los Hurricanes. En total jugó trece partidos durante su primera temporada y logró anotar un try (ensayo), contribuyendo a que los Stormers alcanzaran las semifinales del Super Rugby.
En 2012 colaboró para que su equipo se alzase con el triunfo en la Currie Cup ganando a los Sharks por 25-18 en Durban y siendo nombrado mejor jugador del partido.
En 2013 Etzebeth consiguió el récord de 47 lineouts ganados, ese año perdieron la final de la Currie Cup nuevamente contra los Sharks por 33-19 en Ciudad del Cabo.
Ese año fue nominado por la IRB  como mejor jugador del año 2013, galardón que iría a parar a Kieran Read.
En 2015, una vez que acaba el Super Rugby y concluye su contrato con los Stormers, se ve envuelto en numerosos rumores sobre su fichaje por clubes europeos, aunque finalmente decide hacer las maletas y fichar por NTT DoCoMo Red Hurricanes de Osaka, de la liga japonesa.
En el 2016 Etzebeth regresa a Stormers para volver a jugar el Super Rugby.
En el 2018 firmó por dos temporadas en el club francés Toulon.
En febrero de 2022, los Sharks  firmaron a Etzebeth con un contrato a largo plazo hasta 2027.

## Selección nacional
Etzebeth fue llamado a la a formar parte de la lista de convocados de los Springboks  por el nuevo entrenador en jefe Heyneke Meyer para la serie de tres partidos que les enfrentaría a Inglaterra los amistosos de junio de 2012, debutando el 9 de junio de 2012 en el Kings Park Stadium de Durban. Desde Su debut, Etzebeth ha sido un fijo en la segunda línea sudafricana.
En 2015 es seleccionado para formar parte de la selección sudafricana que participa en la Copa Mundial de Rugby de 2015. En el partido por el tercer puesto, ganado por Sudáfrica 24-13 a Argentina, Etzebeth anotó el segundo de los dos try de su equipo.
Etzebeth fue nombrado en el equipo de Sudáfrica para la Copa Mundial de Rugby de 2019. Sudáfrica ganó el torneo y derrotó a Inglaterra en la final. En 2023 volvió a ser nombrado para la Copa Mundial de Rugby de 2023 que Sudáfrica ganó derrotando en la final a Nueva Zelanda.

#### Participaciones en Copas del Mundo
| Mundial                       | Sede       | Resultado     | PJ | Tries |
| ----------------------------- | ---------- | ------------- | -- | ----- |
| Copa Mundial de Rugby de 2015 | Inglaterra | Tercer puesto | 7  | 1     |
| Copa Mundial de Rugby de 2019 | Japón      | Campeón       | 6  | 0     |
| Copa Mundial de Rugby de 2023 | Francia    | Campeón       | 6  | 1     |

## Palmarés y distinciones notables
- Currie Cup 2012 y 2013
- Seleccionado para jugar con los Barbarians
- Nominado a Mejor Jugador del Mundo en 2013, 2023 y 2024.
- Rugby Championship 2019[8]
- Copa Mundial de Rugby de 2019[9]
- Copa Mundial de Rugby de 2023